# Marcellino da Civezza
Marcellino da Civezza (Marcellinus di Civezza; nome secolare: Pietro Ranise; Civezza, 29 maggio 1822 – Livorno, 27 marzo 1906) è stato uno scrittore e amministratore francescano italiano.

## Biografia
Entrò nell'ordine dei Frati Minori della provincia romana, ricevendo l'abito a Cori il 1º febbraio 1838. Completò gli studi filosofico-teologici a Tivoli e Lucca.
Nel 1844 ottenne il grado di Lettore (Professore) in Filosofia, e l'anno successivo, il 17 maggio, fu ordinato sacerdote. Per alcuni anni insegnò a Tivoli, Ferentino, Viterbo, Aracoeli a Roma; nel 1854 si ritirò a Recco nella provincia di Genova di nascita. Per ordine di Bernardino Trionfetti, ministro generale dei Frati Minori, a Marcellino nel 1856 fu affidato il compito essenziale di scrivere la storia delle missioni francescane, alle quali fu dedicata la maggior parte della sua vita. Intraprese viaggi in tutta Europa, portando a casa tesori letterari, soprattutto dalle biblioteche e dagli archivi della Spagna. In seguito risiedette prevalentemente a Prato e a Roma, impegnato nella pubblicazione delle sue opere.
Dal 1881 al 1889 Marcellino fu definitore generale del suo ordine, e infine nel 1899 si ritirò nel convento di Livorno, dove morì serenamente. Durante la sua lunga carriera letteraria Marcellino conobbe molti uomini di spicco, con i quali svolse una fitta corrispondenza, conservata nel convento di Livorno. Godette anche della stima di papa Leone XIII, al quale dedicò alcune sue opere.
Per primo identifico' in un manoscritto trovato a Firenze la descrizione di diversi itinerari, essenzialmente di viaggiatori Etiopi in Italia nel XV secolo, poi recuperati e pubblicati per esteso a Venezia e altrove da Laura Mannoni e in seguito da Crawford, O.G.S. Tali itinerari sono fonti essenziali per ricostruire la storia e localizzare siti medievali oggi in Etiopia.

## Opere
Il numero totale di libri e opuscoli pubblicati da Marcellino è tra i settanta e gli ottanta. Le sue opere includono:
- "Storia universale delle Missioni Francescane" (Roma, Prato, Firenze, 1857–1895), 11 voll. in 8vo.
  - Una versione francese di questo lavoro fu iniziata da Victor-Bernardine de Rouen, OFM, 4 voll. (Parigi, 1898–99);
- "Saggio di Bibliografia geografica, storica, etnografica Sanfrancescana" (Prato, 1879), 8vo;
- "Epistolae Missionariorum Ordinis S. Francisci ex Frisia et Hollandia" (Quaracchi, 1888), 8vo;
- due periodici: (a) "Crocana delle Missioni Francescane", 6 voll. 8vo (Roma, 1860–66; p. trans, Lovanio, 1861–67); (b) "Le Missioni Francescane in Palestina ed in altre regioni della Terra", 8 voll. 8vo (Roma, Firenze, Assisi, 1890–97);
- "Il Romano Pontificato nella Storia d'Italia", 3 voll. 8vo (Firenze, 1886–87);
- "Fratris Johannis de Serravalle Ord Min. translatio et commentum totius libri Dantis Aldigherii, cum textu italico Fratris Bartholomaei a Colle eiusdem Ordinis" (Prato, 1891), in fol.;
- "La Leggenda di San Francesco, scritta da tre suoi Compagni (legenta trium Socioum) pubblicata per la prima volta nella vera sua integrità" (Roma, 1899; Fr. trad. di Arnold Goffin, Bruxelles, 1902).

Alcuni di questi sono stati pubblicati con la collaborazione di padre Theophilo Domenichelli, OFM, suo amico.